# Familia de Juno (astronomía)
La familia de Juno es la familia de asteroides que están en la vecindad de Juno. 

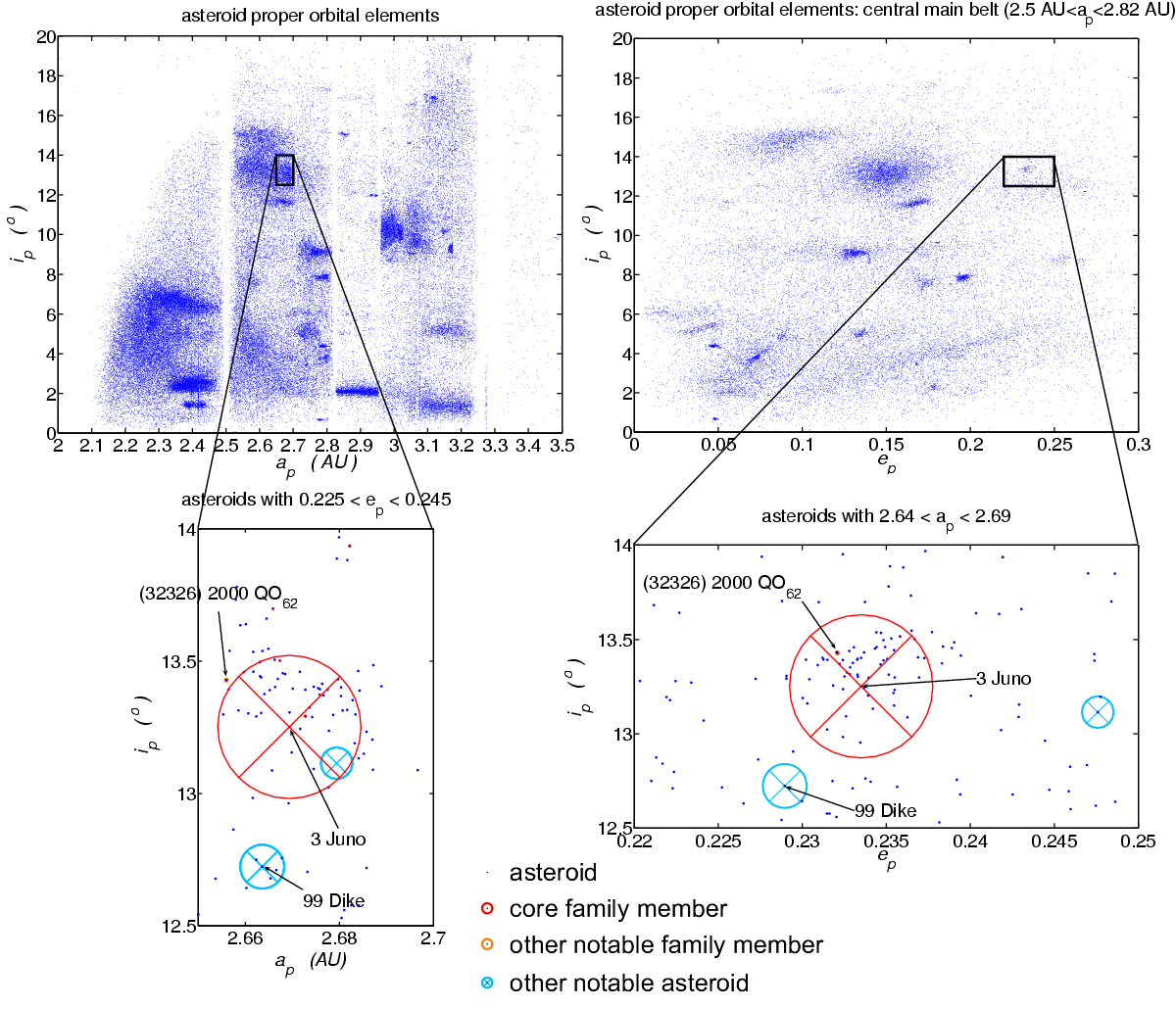
Ubicación y estructura de la familia Juno.

Juno es un gran asteroide con un diámetro medio de aproximadamente 235 km, pero los cuerpos restantes de la familia son todos pequeños. El asteroide (32326) QO62, el más brillante de ellos, claramente visible en el grupo, tendría un diámetro de unos 6 kilómetros teniendo el mismo albedo de Juno. Esto indica que probablemente esta familia está compuesta de las expulsiones por impactos en el cuerpo principal de Juno.
El análisis HCM hecho por Zappalà en 1995 determinó algunos miembros parecidos al núcleo, cuyos propios elementos diferían en rangos aproximados.
|     | ap      | ep    | ip    |
| --- | ------- | ----- | ----- |
| min | 2.64 AU | 0.226 | 13.3° |
| max | 2.68 AU | 0.240 | 13.9° |

En la época presente, el rango de observación orbital de los miembros principales es:
|     | a       | e     | i     |
| --- | ------- | ----- | ----- |
| min | 2.64 AU | 0.238 | 11.8° |
| max | 2.68 AU | 0.274 | 14.6° |